# 긴털훌리오쥐
긴털훌리오쥐(Juliomys rimofrons)는 비단털쥐과에 속하는 남아메리카 설치류이다. 브라질 남부에서 발견된다. 나무 위에서 생활하는 수상성 동물로 저산대 숲에서 서식한다. 작은 개체군 크기와 서식지 파편화 때문에 멸종 위협을 받고 있다. 핵형은 2n=20, FN=34이다.